# Aarwangen
Aarwangen – gmina (niem. Einwohnergemeinde) w Szwajcarii, w kantonie Berno, w regionie administracyjnym Emmental-Oberaargau, w okręgu Oberaargau.

## Demografia
W Aarwangen mieszka 4 638 osób. W 2020 roku 16% populacji gminy stanowiły osoby urodzone poza Szwajcarią.

## Transport
Przez teren gminy przebiega droga główna nr 244.